# Fullerène C70
Le fullerène C70 est une substance de type fullerène dont les molécules sont constituées de 70 atomes de carbone. Ceux-ci forment une cage dont la surface en forme d'ellipsoïde est matérialisée par 25 hexagones et 12 pentagones, chaque sommet de cette structure étant occupé par un atome de carbone et chaque côté par une liaison chimique. L'ensemble forme une structure semblable à celle du buckminsterfullerène, ou fullerène 60, emblématique de cette famille de molécules. La synthèse en 1985 de ces variétés allotropiques du carbone a valu à ses auteurs le prix Nobel de chimie 1996.
La molécule C70 a une symétrie D5h avec 32 faces (25 hexagones et 12 pentagones), soit une structure semblable à celle du buckminsterfullerène, qui est sphérique, mais avec une ceinture de 5 hexagones supplémentaires insérée à l'équateur, donnant au C70 une forme plus allongée. Les liaisons carbone-carbone peuvent avoir huit longueurs différentes dans la molécule, allant de 137 pm à 146 pm. Chaque atome de la structure est lié par covalence à trois atomes.

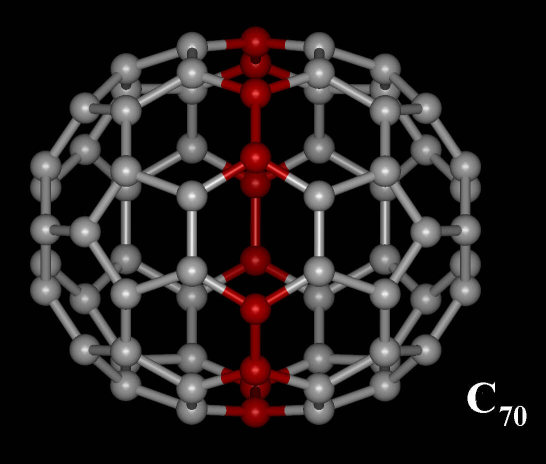
Les dix atomes en rouge indiquent les cinq hexagones supplémentaires du par rapport au.

## Propriétés
Le C70 peut subir six réductions successives conduisant à l'anion C706− de manière réversible, l'oxydation étant, quant à elle, irréversible. La première réduction requiert une tension de −1 V (Fc/Fc+), ce qui fait du C70 un accepteur d'électron.
Les fullerènes sont faiblement solubles dans de nombreux solvants aromatiques tels que le toluène, ainsi que dans des solvants tels que le disulfure de carbone CS2, mais n'est pas soluble dans l'eau. Les solutions de C70 sont de couleur brun rougeâtre. Il est possible de faire croître des cristaux de C70 de quelques millimètres à partir d'une solution.
Le C70 forme un solide cristallisé brunâtre. Il s'agit d'un semiconducteur de type n (accepteur d'électron) présentant une largeur de bande interdite de 1,77 eV et dont la conductivité résulterait de la diffusion d'oxygène atmosphérique à l'intérieur du matériau. Le motif élémentaire du C70 cristallisé sous forme cubique à faces centrées contient quatre sites octaédriques et douze sites tétraédriques vides suffisamment grands pour loger des impuretés. Lorsque des éléments donneurs d'électrons tels que des métaux alcalins sont introduits dans ces cavités, le C70 acquiert une conductivité pouvant atteindre de l'ordre de 2 S·cm-1.
Sous forme solide, les molécules C70 sont maintenues ensemble par des forces de van der Waals et cristallisent à température ambiante dans les systèmes monoclinique, hexagonal, rhomboédrique et cubique à faces centrées. Cette dernière est stable aux températures supérieures à 70 °C. On explique cela par le fait que le système cubique à faces centrées est favorisé lorsque la symétrie générale dépend de l'orientation relative des molécules C70, tandis que le système monoclinique, qui est le moins symétrique, s'observe lorsque l'orientation des molécules est bloquée par une température trop faible ou par une déformation. La rotation partielle le long d'un axe de symétrie des molécules conduit aux symétries hexagonales ou rhomboédriques, qui donnent une structure cubique lorsque les molécules peuvent tourner librement,.
La présence de fullerène C70 ainsi que de buckminsterfullerène a été détectée dans une nébuleuse planétaire en 2010, faisant de cette molécule la plus grosse alors détectée dans l'espace.